# 埃普瑟姆 (新罕布什爾州)
埃普瑟姆（英語：Epsom）是一個位於美國新罕布什爾州梅里馬克縣的鎮。

## 人口
根據2020年美國人口普查的數據，埃普瑟姆的面積為89.65平方千米，當中陸地面積為89.14平方千米，而水域面積為0.51平方千米。當地共有人口4834人，而人口密度為每平方千米54人。